# Casa Pinasco
La Casa Pinasco o Ex Casa Pinasco es un edificio histórico ubicado en la ciudad de Iquitos. La casa está situada en el centro histórico de la ciudad y perteneció a la familia Pinasco su último dueño de la dinastía Pinasco fue Luis Alberto Pinasco, padre de Luis Ángel Pinasco.

## Historia
La casa Pinasco fue construida en conjunto por la colonia de inmigrantes italianos y alemanes que se encontraban en Iquitos llegado por la época del Caucho, durante los primeros años fue administrado por una empresa; La ítalo-alemana Luis Pinasco & Cía que utilizó el local como almacén para especias y materiales traído de Europa como azulejos y vinos una vez terminada la época cauchera la empresa cerró sus puertas y la casa fue alquilada al Instituto Nacional de Cultura, luego de esto la casa volvió al poder de los Pinasco quienes a su vez la vendieron a los dueños actuales que continúan arrendando la casa a diferentes negocios.
Es reconocida por su invaluable arquitectura y su importante valor histórico y cultural de la relación de los inmigrantes residente en Iquitos durante la época del Caucho.